# Provocatio (Saltatio Mortis)
Provocatio è un live concert del gruppo musicale Saltatio Mortis, pubblicato nel 2013.
Composto da un Blu-ray, con le 38 tracce al completo, e due DVD, con 22 tracce nel primo e 16 nel secondo, le riprese sono state effettuate nel quartiere Öjendorf di Amburgo durante il Mittelalterlich Phantasie Spectaculum del 2013, un tribute concert in onore dei fan della band, per festeggiare il 1º posto nelle classifiche musicali tedesche.

## Tracce
Blu-ray
1. Merseburger Zauberspruch
2. Varulfen (Akustik Version)
3. Skudrinka
4. Dr. Eisenhans
5. Le Corsaire
6. La Ride
7. Der Letzte Spielmann (Akustik Version)
8. Knöterich
9. Palästinalied
10. Totus Floreo
11. Saltatio / Saltarello
12. A Kenavo
13. Veitstanz
14. Ballade Von Der Spielmannskrone (Akustik Version)
15. Schloss Duwisib
16. In Taberna
17. Equinox (Akustik Version)
18. Dessous Le Pont De Nantes
19. Eine Insel
20. Ecce Gratum
21. Prometheus (Akustik Version)
22. Salome (Akustik-Version)
23. Wieder Unterwegs (Akustik Version)
24. Galgenballade
25. Eulenspiegel (Akustik Version)
26. Drunken Sailor / Morbus
27. Intro MMXII
28. Scylla
29. Nach Jahr Und Tag (Akustik Version)
30. Nichts Bleibt Mehr
31. Charybdis
32. We Will Rock You / Lady In Black
33. Tulla
34. Douce Dame Jolie
35. Loch Lomond
36. Choix Des Dames
37. Spielmannsschwur (Akustik Version)
38. Making Of

DVD 1
1. Merseburger Zauberspruch
2. Varulfen (Akustik Version)
3. Skudrinka
4. Dr. Eisenhans
5. Le Corsaire
6. La Ride
7. Der Letzte Spielmann (Akustik Version)
8. Knöterich
9. Palästinalied
10. Totus Floreo
11. Saltatio / Saltarello
12. A Kenavo
13. Veitstanz
14. Ballade Von Der Spielmannskrone (Akustik Version)
15. Schloss Duwisib
16. In Taberna
17. Equinox (Akustik Version)
18. Dessous Le Pont De Nantes
19. Eine Insel
20. Ecce Gratum
21. Prometheus (Akustik Version)
22. Salome (Akustik Version)

DVD 2
1. Wieder Unterwegs (Akustik Version)
2. Galgenballade
3. Eulenspiegel (Akustik Version)
4. Drunken Sailor / Morbus
5. Intro MMXII
6. Scylla
7. Nach Jahr Und Tag (Akustik Version)
8. Nichts Bleibt Mehr
9. Charybdis
10. We Will Rock You / Lady In Black
11. Tulla
12. Douce Dame Jolie
13. Loch Lomond
14. Choix Des Dames
15. Spielmannsschwur (Akustik Version)
16. Making Of

## Formazione
- Alea der Bescheidene - voce, cornamusa, ciaramella, arpa, Didgeridoo, bouzouki irlandese, chitarra
- Lasterbalk der Lästerliche - batteria, tamburi turchi, tamburi, timpani, percussioni, programmazione
- Till Promill - chitarra
- Jean Méchant der Tambour - batteria, percussioni
- Falk Irmenfried von Hasen-Mümmelstein - voce, cornamusa, ciaramella, ghironda
- Luzi Das-L - cornamusa, ciaramella, tromba marina, bouzouki
- El Silbador - cornamusa, ciaramella, uilleann pipes, low whistle, biniou
- Bruder Frank - basso elettrico, Chapman Stick